# Smaug giganteus
Espèce
Synonymes
- Cordylus giganteus Smith, 1844
- Zonurus derbianus Gray, 1845

Statut de conservation UICN

 VU A2cd : Vulnérable
Statut CITES
Le Cordyle géant ou Lézard à queue épineuse géant (Smaug giganteus) est une espèce de sauriens de la famille des Cordylidae.

## Répartition
Cette espèce est endémique d'Afrique du Sud. Elle se rencontre dans le KwaZulu-Natal et le Mpumalanga.

## Description

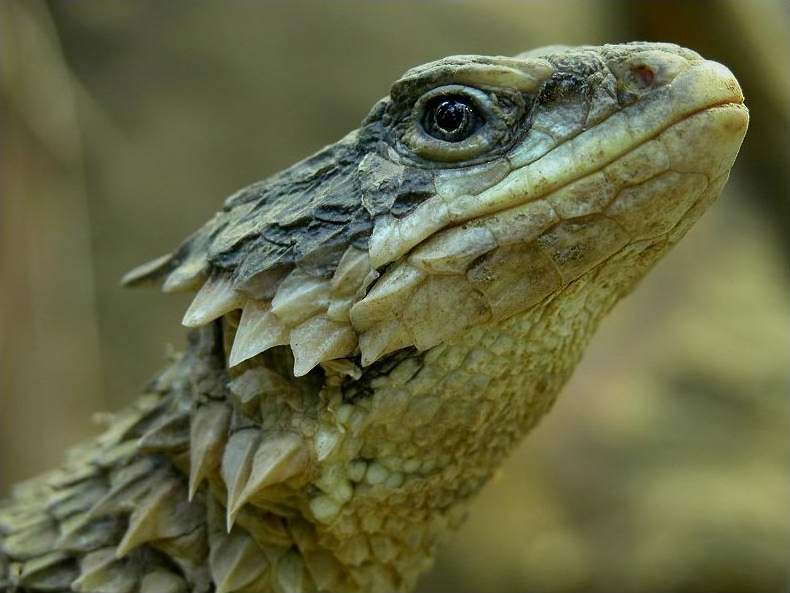
Smaug giganteus

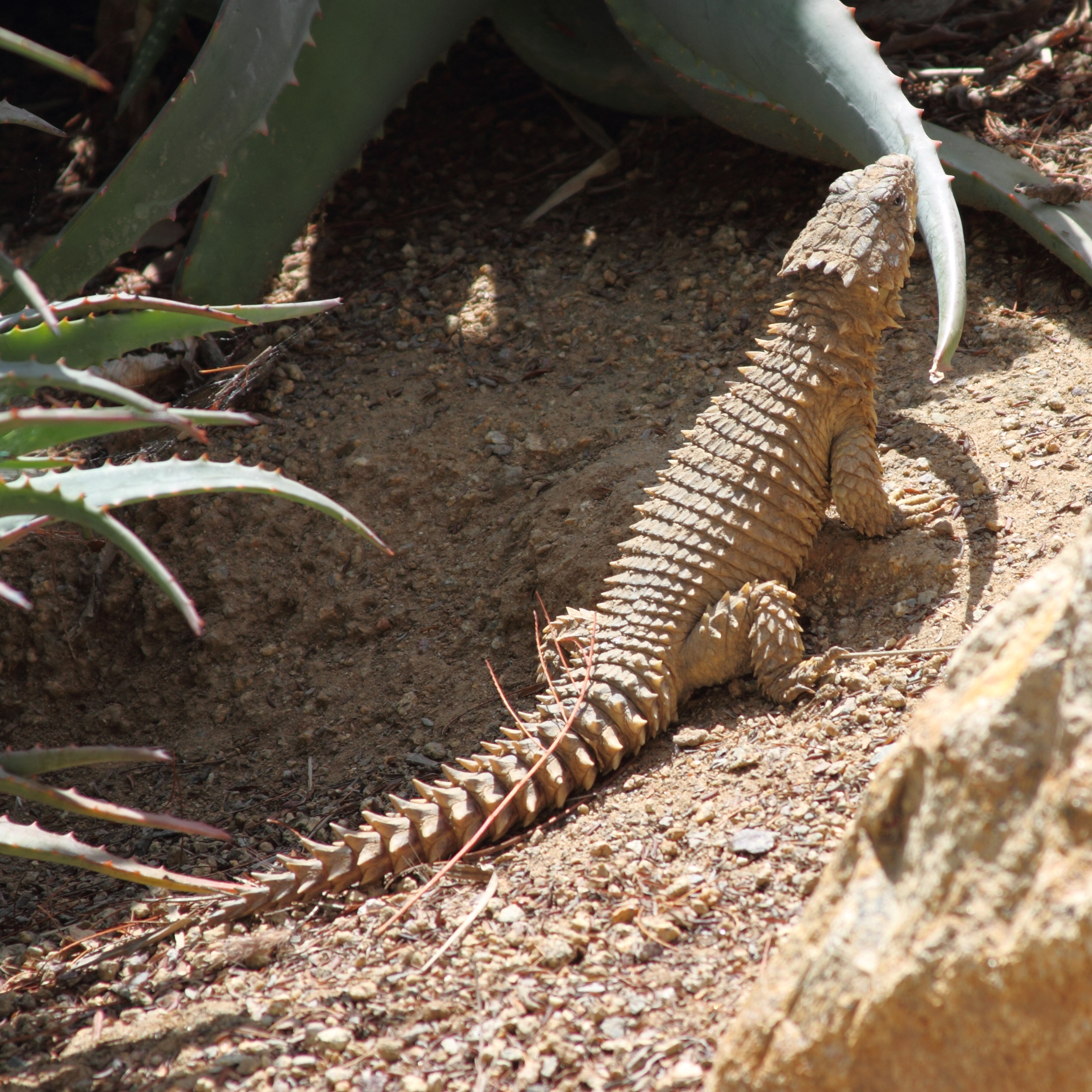
Smaug giganteus

Ce reptile peut atteindre 40 centimètres, c'est la plus grande espèce de ce genre. Il présente de larges écailles épineuses sur le dos ainsi qu'à l'arrière de la tête. Il est ovovivipare.
Il vit en colonies et creuse des terriers. Il se nourrit de divers insectes et arthropodes mais peut à l'occasion consommer de petits vertébrés.

## Publication originale
- Smith, 1844 : Illustrations of the Zoology of South Africa; Consisting Chiefly of Figures and Descriptions of the Objects of Natural History Collected during an Expedition into the Interior of South Africa, in the Years 1834, 1835, and 1836.  London, Smith, Elder, & Co.